# Michl Ebner
Pour l’article homonyme, voir Ebner.
Michl Ebner, né le 20 septembre 1952 à Bolzano, est une personnalité politique de la province autonome de Bolzano, membre du Parti populaire sud-tyrolien, député européen de 1994 à juin 2009 (ne se représente pas), ancien membre du bureau du groupe du Parti populaire européen (Démocrates-chrétiens) et des Démocrates européens au Parlement européen où il était également membre de la Commission de l'agriculture et du développement rural.

## Biographie
Après une maîtrise en droit (universités d'Innsbruck, de Padoue et de Bologne), Michl Ebner a été journaliste (1971-1979). 
Élu député à la Chambre des députés (1979-1994), membre de la commission des travaux publics et de l'environnement (1979-1987) et de la commission de l'agriculture (1987-1994), membre du bureau de la Chambre des députés (1987-1994), il a été élu député au Parlement européen (depuis 1994, toujours réélu), la dernière fois en 2004 sur une liste de la SVP alliée à L'Olivier (centre gauche).